# Brotherhood (pel·lícula)
Brotherhood és una pel·lícula documental dirigida per Francesco Montagner i estrenada al Festival de Cinema de Locarno l'agost del 2021. S'ha doblat al català.

## Sinopsi
En Jabir i el seu germà petit Usgeir cuiden junts el ramat d'ovelles del seu pare en un idíl·lic paisatge de Bòsnia i Hercegovina. En Jabir li agradaria traslladar-se a Àustria per trobar feina, però no n'està segur perquè aviat s'espera que es publiqui la sentència del judici al seu pare. Abans que l'Ibrahim fos detingut, va encarregar als seus tres fills de cuidar els béns familiars mentre ell fos fora. És un predicador salafista que va lluitar contra els serbis a la guerra de Bòsnia dels anys noranta. El 2016, l'Ibrahim va ser acusat de fer proselitisme d'Estat Islàmic a combatents i civils a Síria.
Després que l'Ibrahim sigui condemnat a 23 mesos de presó, en Jabir també és responsable dels seus dos germans menors. L'Usama té cura del bestiar, i l'Usgeir haurà de centrar-se en la seva educació.

## Producció
El documental va ser dirigit per Francesco Montagner, que també va coescriure el guió amb Alessandro Padovani. Després del seu curtmetratge Importance of everybody, aquest és el debut com a director de Montagner amb un llargmetratge. Montagner, que ve del nord d'Itàlia, va conèixer la família bosniana Delic en relació amb les acusacions sobre terrorisme i radicalisme. Ell i el seu equip de rodatge van passar quatre anys amb els nois.
El 9 d'agost de 2021 va tenir lloc una primera presentació al Festival Internacional de Cinema de Locarno. Es va projectar al Festival Internacional de Cinema de Rotterdam a finals de gener i principis de febrer de 2022. Entre març i abril de 2022 es va presentar al Festival Internacional de Cinema Documental de Copenhaguen. A finals d'abril i principis de maig de 2022 es va projectar en el marc del festival de cinema Crossing Europe i a finals de maig, al Festival de Cinema Infantil i Juvenil de Zlín.